# 松本百合子
松本 百合子（まつもと ゆりこ、1959年 - ）は、日本の翻訳家。上智大学仏文科卒業。フランス語の翻訳を手がけている。
夫はフランス料理界の重鎮で親日家としても知られるドミニク・ブシェ。

## 翻訳
- かもめの叫び エマニュエル・ラボリ 武井千会子編 青山出版社 1995.8  のち角川文庫
- 壊れゆく女 アンヌ・フランソワ 青山出版社 1996.3 (Roman psycho)
- 青いスカーフ /マドレーヌ・シャプサル 青山出版社 1997.1 「ひそやかに熱く燃えて」扶桑社ロマンス
- ぼくらの原っぱ ダニエル・ピクリ 日本放送出版協会 1997.9
- 新訳肉体の悪魔 レイモン・ラディゲ アーティストハウス 1998.12
- ココ・シャネル 悲劇の愛 ソフィ・トゥルバック 集英社 1998.7
- 半ズボンの中のピンチ /ダニエル・ピクリ 日本放送出版協会 1998.8
- サン・ジャンの葬儀屋 ジョエル・エグロフ アーティストハウス 2000.12 (Book plus)
- 恋する手紙 マドレーヌ・シャプサル編 平岡敦共訳 扶桑社 2000.11 「この世でいちばん美しい愛の*手紙」ソニー・マガジンズ (ヴィレッジブックス)
- ジャンとジュール / ルージャ・ラザロヴァ 角川書店 2001.5 (Book plus)
- 青い夢の女 ジャン・ピエール・ガッテーニョ 扶桑社 2001.11
- ラティファの告白 アフガニスタン少女の手記 角川書店 2001.12
- 情熱 フィリップ・トルシエ,ルイ・シュナイユ 日本放送出版協会 2001.12
- 無伴奏組曲 アラン・ジョミ アーティストハウス 2001.5
- あの人は結婚している マドレーヌ・シャプサル 2002.8 (扶桑社ロマンス)
- アーサーと禁じられた王国 リュック・ベッソン 角川書店 2003.7
- アーサーとミニモイたち リュック・ベッソン 角川書店 2003.5  「アーサーとミニモイの不思議な国」文庫
- ファースト・オーガズム / サラ ソニー・マガジンズ 2004.3 「アレが欲しい」ヴィレッジブックス
- 生きながら火に焼かれて スアド ソニー・マガジンズ 2004.4  のちヴィレッジブックス
- ビッグ・ジェーン / マイケル・チミノ ソニー・マガジンズ 2004.6
- アーサーとマルタザールの逆襲 リュック・ベッソン 角川書店 2005.7  のち文庫
- すべて忘れてしまえるように 少女監禁レイプ殺人犯と暮らした80日間 サビーヌ・ダルデンヌ ソニー・マガジンズ 2005.9 「ここから出して!」ヴィレッジブックス
- アーサーとふたつの世界の決戦 リュック・ベッソン 角川書店, 2006.3
- キスだけはやめて  ネリー・アルカン ソニー・マガジンズ 2006.2 (ヴィレッジブックス)
- 切除されて キャディ ヴィレッジブックス 2007.5
- 殴られる女たち ドメスティック・バイオレンスの実態 マリー＝フランス・イルゴイエンヌ 2008.4 (サンガ新書)
- KITANO par KITANO 北野武による「たけし」 北野武,ミシェル・テマン  早川書房 2010.7
- レイラ・スリマニ著『ヌヌ ― 完璧なベビーシッター』集英社 (集英社文庫), 2018年。

## 参考
- 訳書記載略歴